# Bilzen-Hoeselt
Bilzen-Hoeselt (limburgisch Bilze-Hoeiselt) ist eine belgische Gemeinde in der Provinz Limburg. Am 1. Januar 2025 fusionierte die Gemeinde Bilzen mit der benachbarten Gemeinde Hoeselt zur neuen Gemeinde Bilzen-Hoeselt.

## Teilorte
Die Gemeinde Bilzen bestand  aus dem Hauptort und den Ortsteilen Beverst, Eigenbilzen, Grote-Spouwen, Hees, Hoelbeek, Kleine-Spouwen, Martenslinde, Mopertingen, Munsterbilzen, Rijkhoven, Rosmeer und Waltwilder, die 1977 zu einer Gemeinde zusammengefügt wurden. 
Die Gemeinde Hoeselt bestand aus dem Hauptort und den Ortsteilen Romershoven, Schalkhoven, Sint-Huibrechts-Hern und Werm.
Der Ort Bilzen wurde international bekannt durch das Jazz und Rock-Musikfestival Jazz Bilzen, das von 1965 bis 1981 stattfand.

## Geographie
Tongern liegt sieben Kilometer südlich von Hoeselt, Maastricht zwölf Kilometer östlich, Hasselt 14 Kilometer nordwestlich, Lüttich 24 Kilometer südlich und Brüssel etwa 75 Kilometer westlich.
Der nächste Autobahnanschluss befindet sich am Ortsrand von Bilzen bei Hoeselt/Bilzen an der A13/E 313.
Regionalbahnhöfe gibt es bei Bilzen, Diepenbeek und Tongern.
Maastricht Aachen Airport und der Flughafen bei Lüttich sind benachbarte Regionalflughäfen und der Flughafen Brüssel National nahe der Hauptstadt Brüssel ist der nächste internationale Flughafen.

## Söhne und Töchter der Stadt
- Casparis Haanen (1778–1849), Maler, Zeichner und Scherenschneider sowie Kunsthändler
- Christian Muermans (1909–1945), Dehonianer, NS-Opfer
- Alfred Bertrand (1913–1986), Minister (CVP), MdEP und Vorsitzender der EVP-Fraktion
- Frieda Brepoels (* 1955), Politikerin, MdEP, seit 2013 Bürgermeisterin von Bilzen
- Lisa del Bo (* 1961), Sängerin
- Bert Appermont (* 1973), Komponist und Musiker
- Jan-Pieter Martens (* 1974), Fußballspieler und Fußballfunktionär
- Kim Clijsters (* 1983), Tennisspielerin
- Jelle Vossen (* 1989), Fußballspieler
- Roy Jans (* 1990), Radrennfahrer
- Milan Menten (* 1996), Radrennfahrer

## Städtepartnerschaften
- Bilsen, Deutschland, seit 2000

## Sehenswürdigkeiten
- In der Ortschaft Rijkhoven befindet sich das Schloss Alden Biesen, ein ehemaliger Sitz des Deutschritterordens.
- In der Ortschaft Munsterbilzen befinden sich die Reste einer ehemaligen reichsunmittelbaren Abtei.

## Galerie

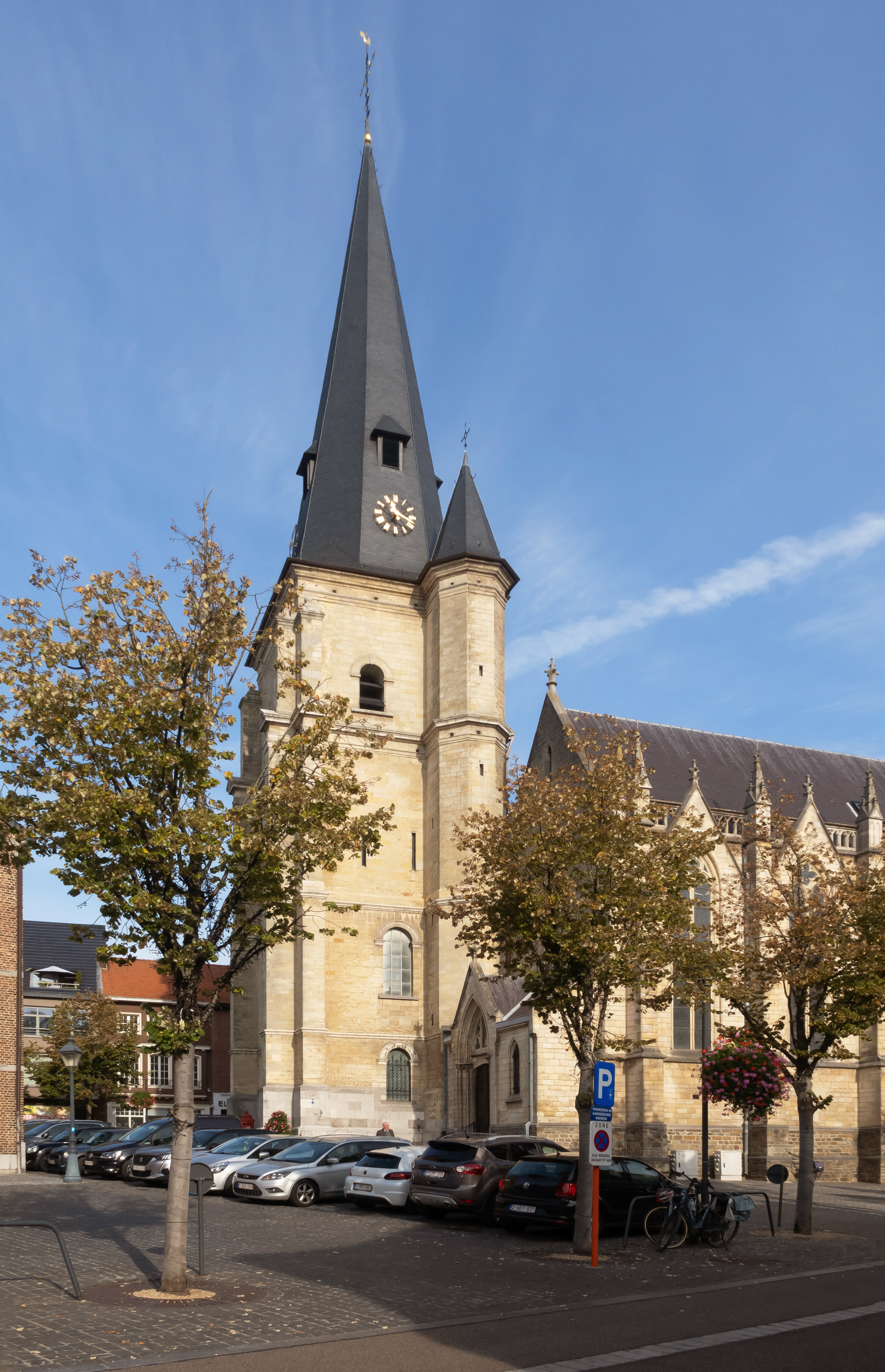
Bilzen, Kirche: Parochiekerk Sint-Mauritius
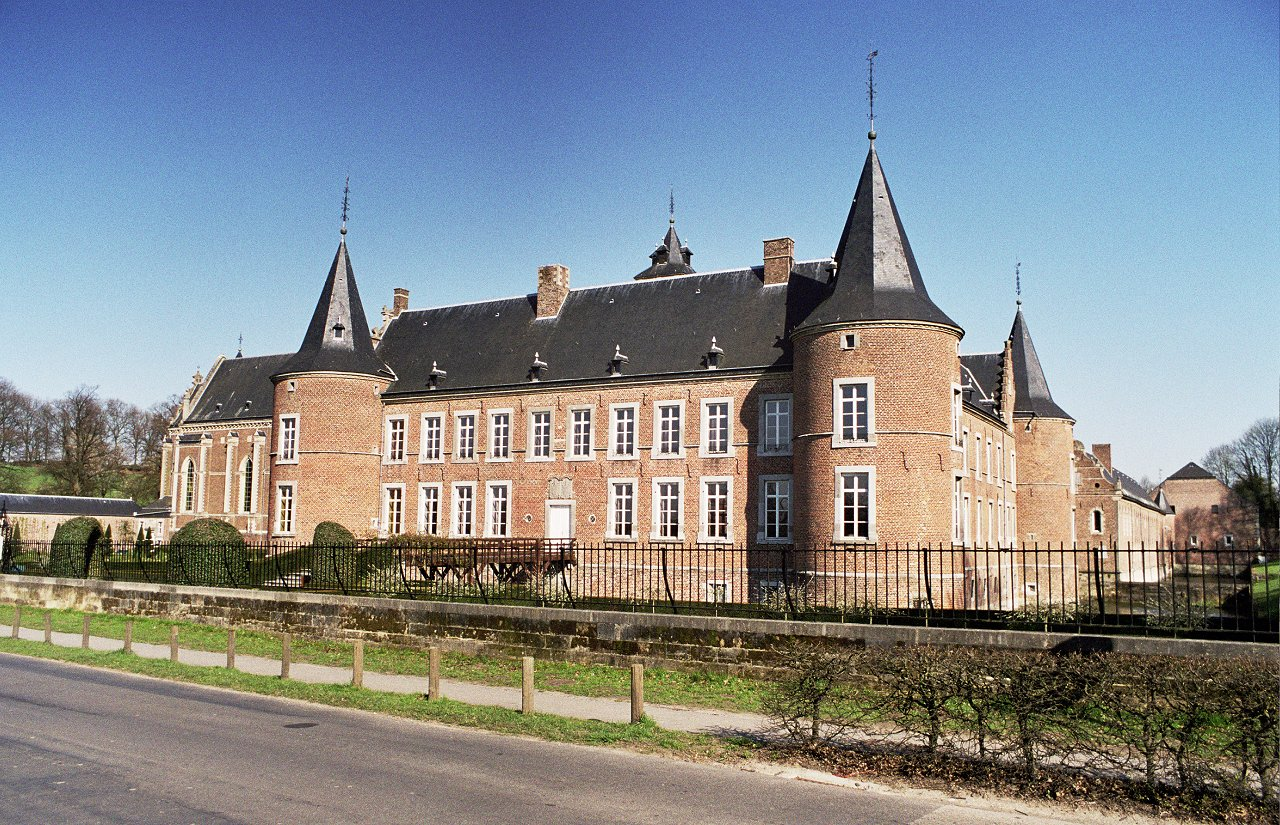
Rijkhoven, Schloss Alden Biesen
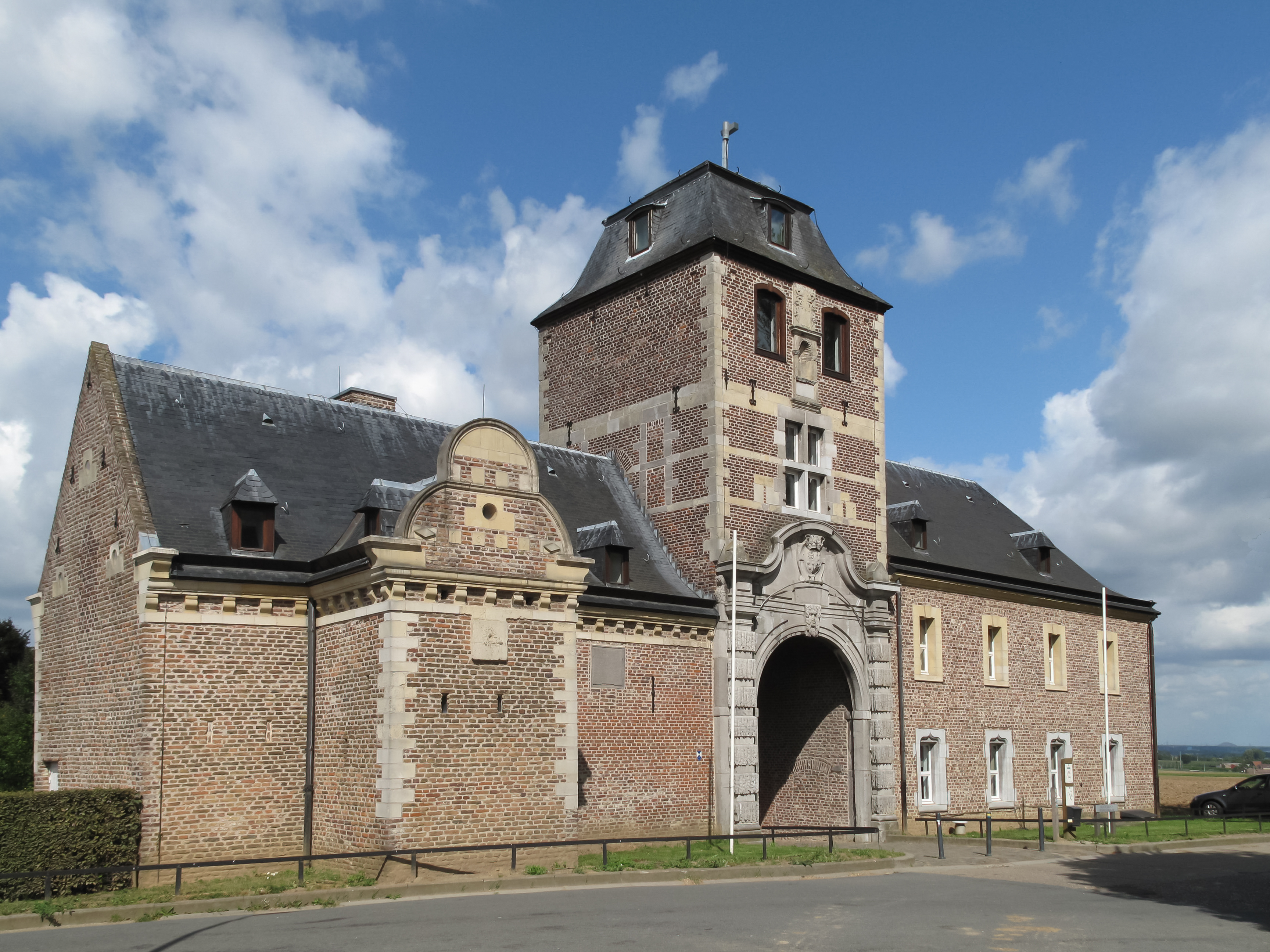
Rijkhoven, Monumentalbau
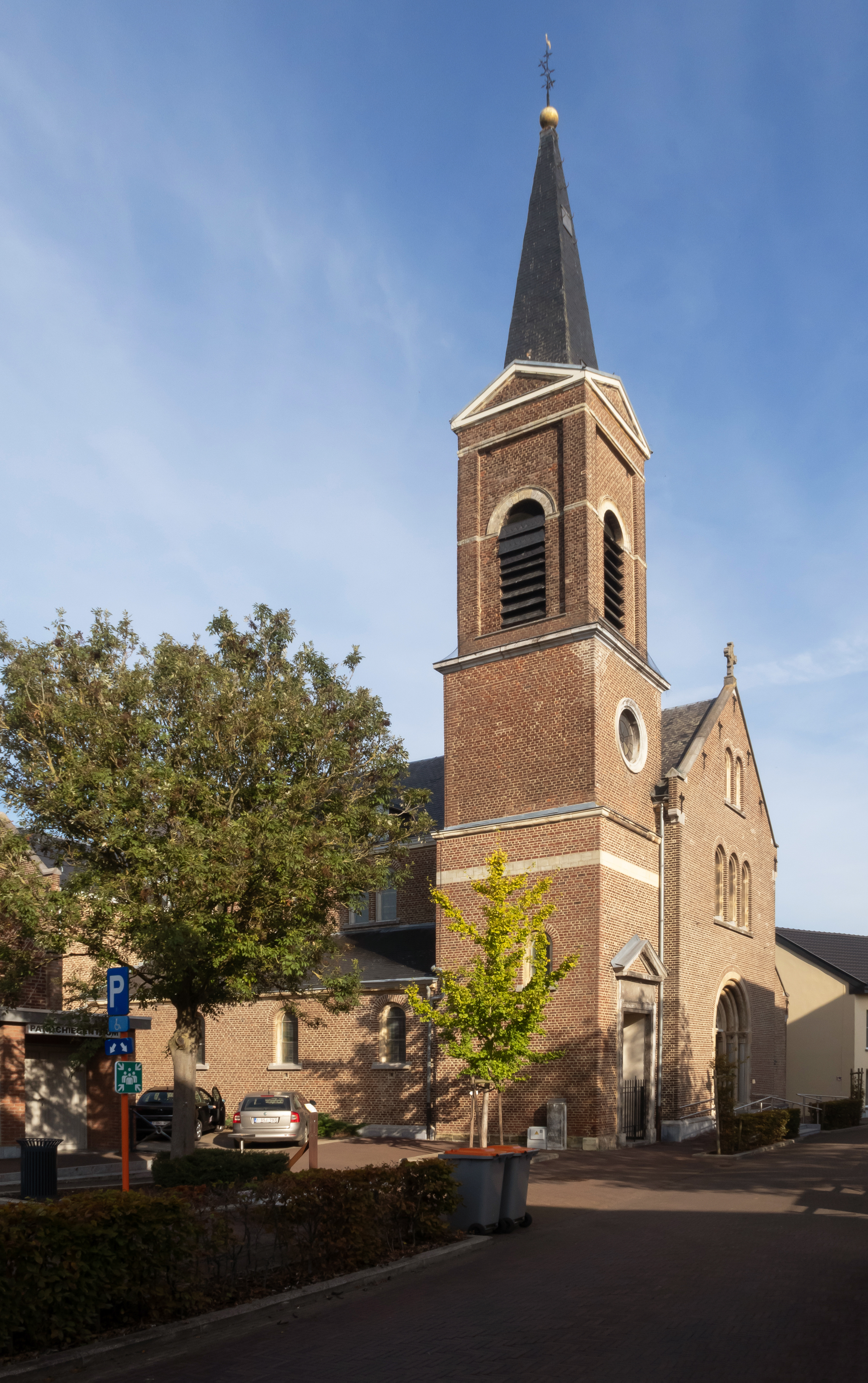
Mopertingen, Kirche: Parochiekerk Sint-Catharina
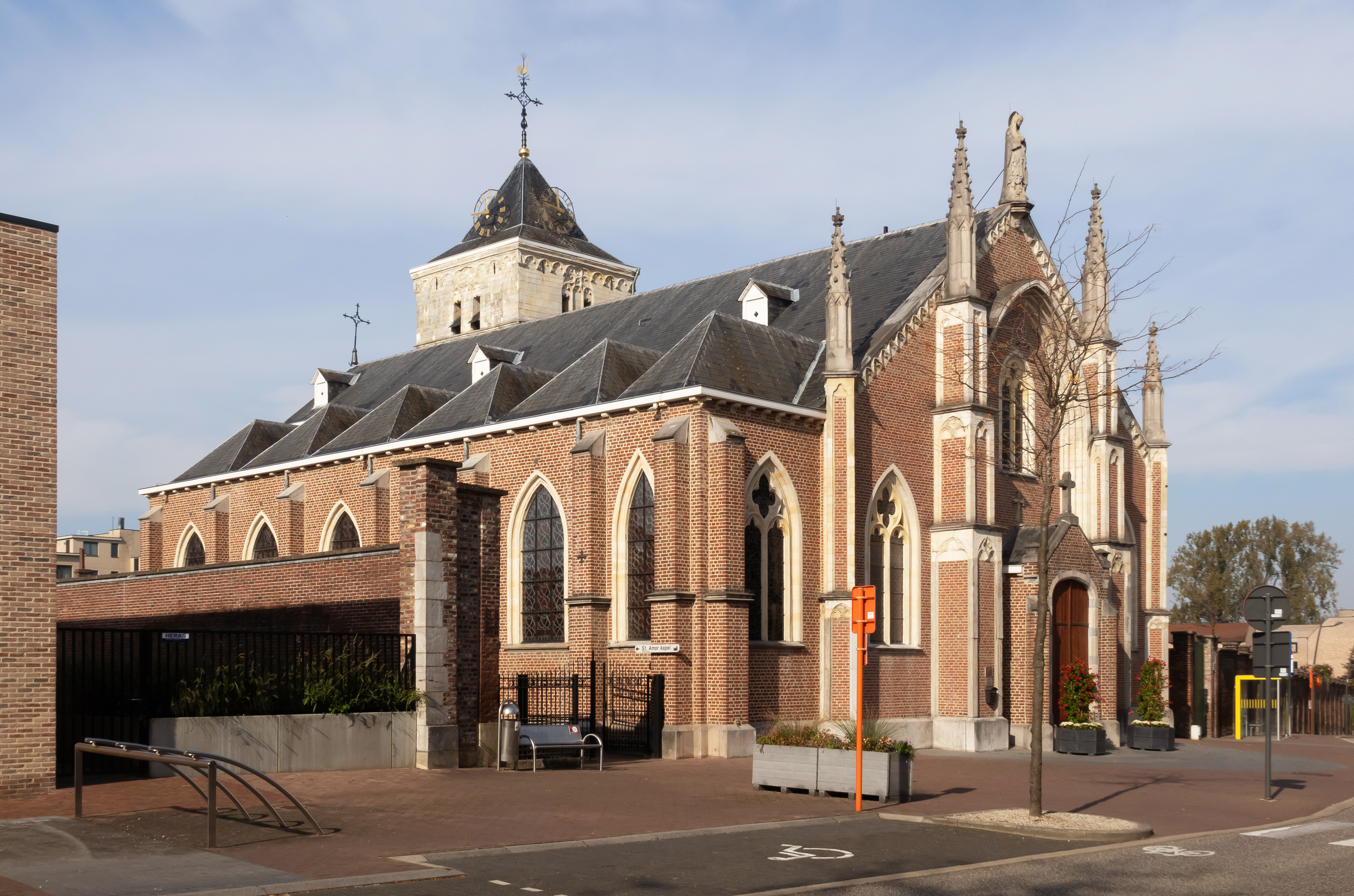
Munsterbilzen, Kirche: Parochiekerk Onze-Lieve-Vrouw-ten-Hemelopneming
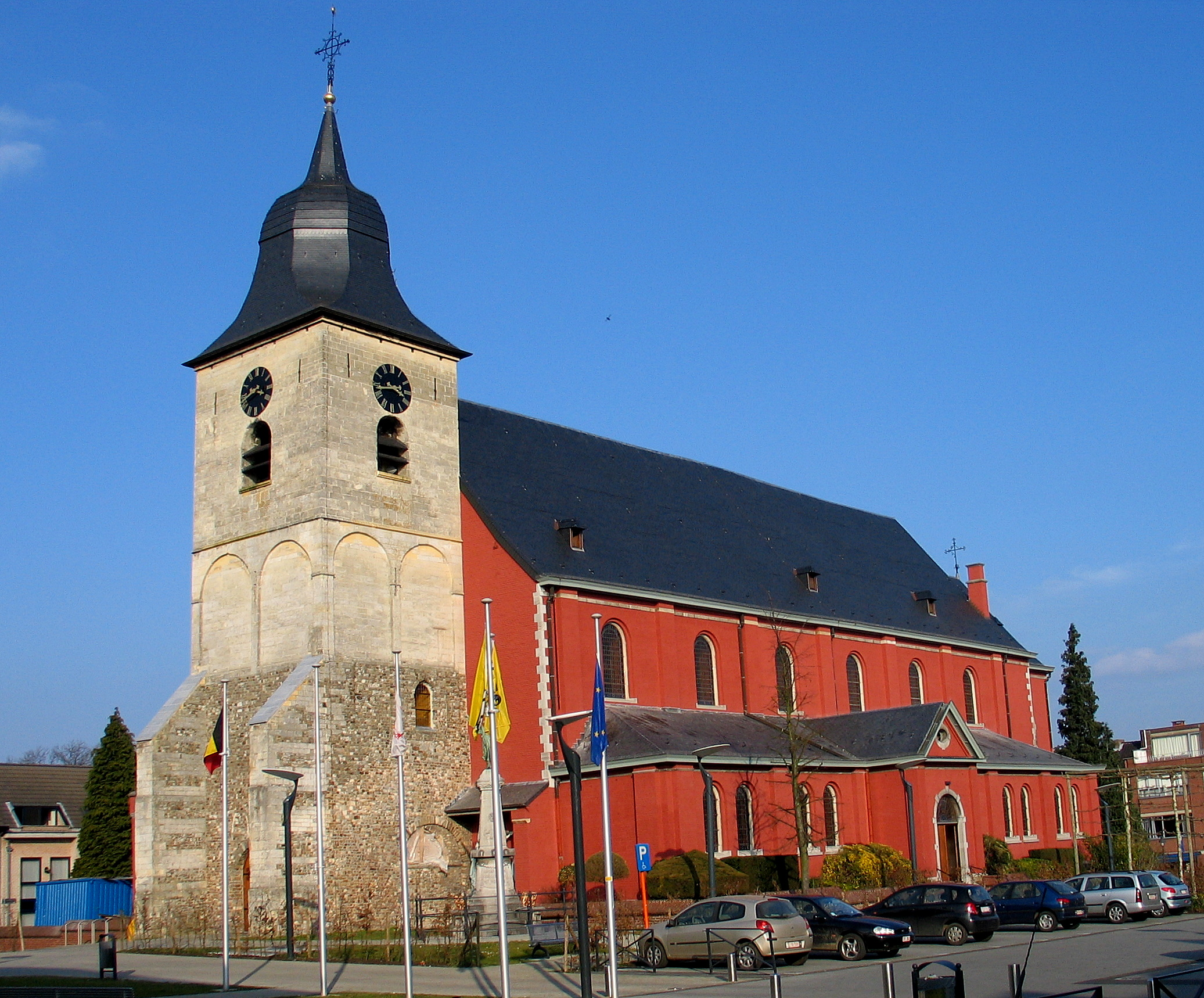
Hoeselt, Kirche: Sint-Stephanuskerk
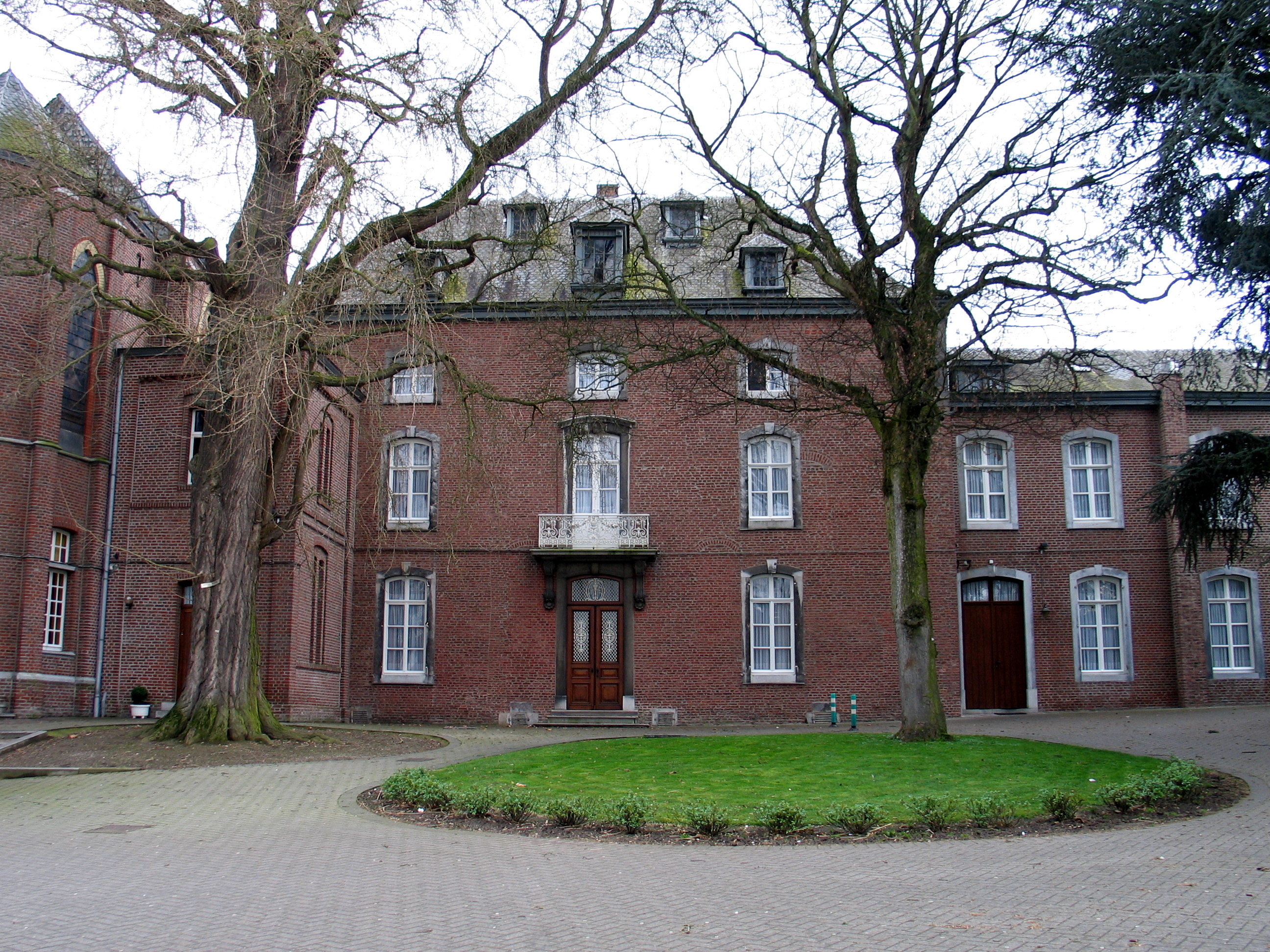
Kasteel de Brouckmans
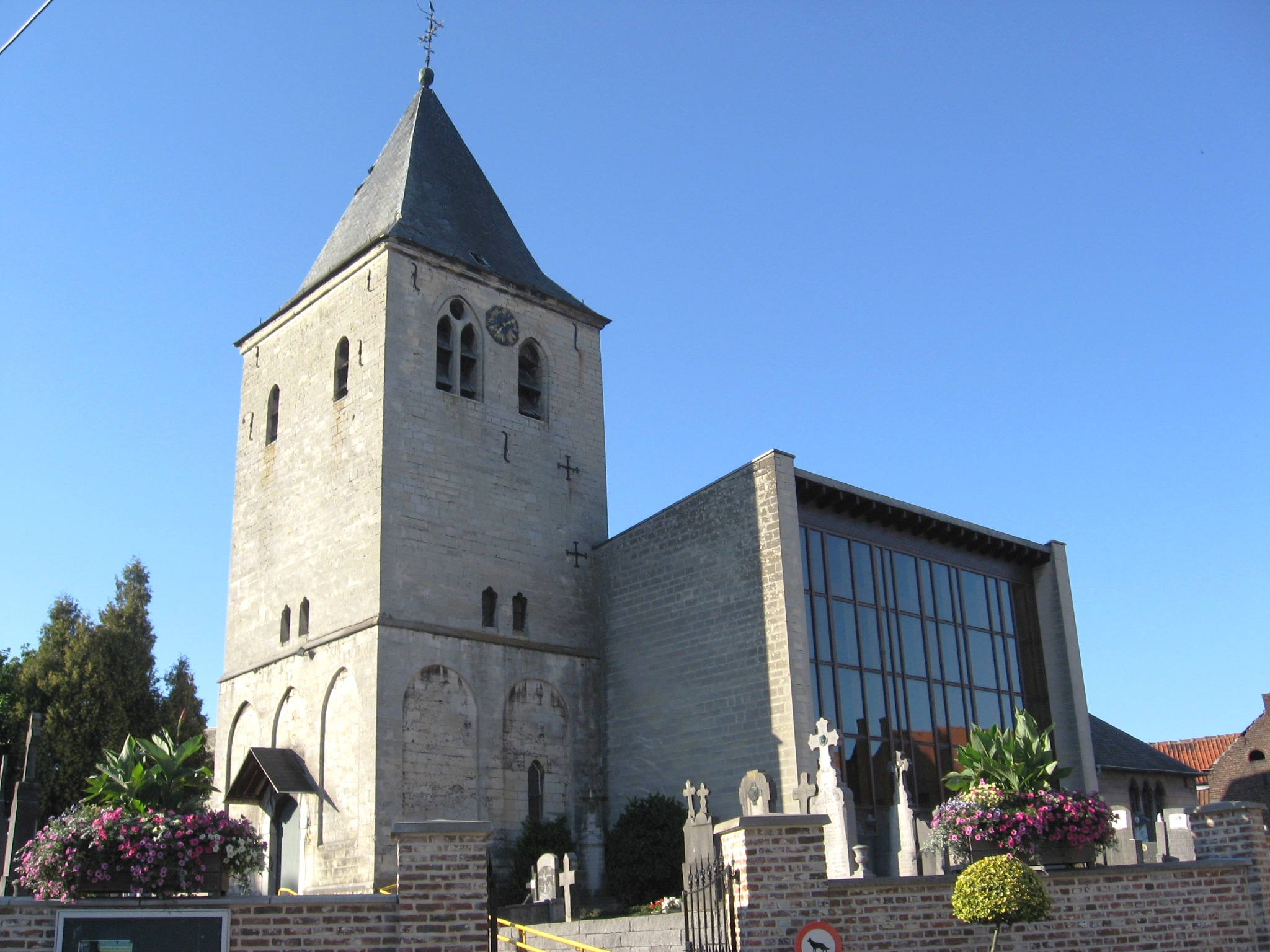
Sint-Huibrechts-Hern, Kirche: Sint-Hubertuskerk